# Le 100 canzoni italiane di oggi
Le 100 canzoni italiane di oggi è una raccolta pubblicata dalla Sony Music il 26 marzo 2013.

## Tracce

### CD 1
1. Eros Ramazzotti – Parla con me – 3:58
2. Biagio Antonacci – Non vivo più senza te – 3:31
3. Giorgia – Gocce di memoria – 4:10
4. Raf – Le ragioni del cuore – 4:09
5. Chiara – Due respiri – 3:22
6. Antonello Venditti – Dalla pelle al cuore – 4:16
7. Noemi e Fiorella Mannoia – L'amore si odia – 3:06
8. Sonohra – Baby – 4:30
9. Ornella Vanoni – Io che amo solo te – 3:06
10. Pino Daniele – Il sole dentro di me (feat. J-Ax) – 4:13
11. Gigi D'Alessio – Un nuovo bacio – 4:14
12. Noemi – Sono solo parole – 3:37
13. Litfiba – Fiesta tosta – 3:57
14. J-Ax – I vecchietti fanno O – 4:03
15. Marco Mengoni – Credimi ancora – 3:23
16. Alessandra Amoroso – Stupida – 3:32
17. Francesca Michielin – Distratto – 4:10
18. Giusy Ferreri – Il mare immenso – 3:44
19. Gianluca Grignani – Sei sempre stata mia – 3:39
20. Pierdavide Carone – Nanì (feat. Lucio Dalla) – 3:24

### CD 2
1. Biagio Antonacci – Buon giorno bell'anima – 4:14
2. Giorgia – Vivi davvero – 4:21
3. Eros Ramazzotti – Un'emozione per sempre – 3:56
4. Fiorella Mannoia – Le tue parole fanno male – 3:51
5. Giusy Ferreri – Ma il cielo è sempre più blu – 4:38
6. Marco Mengoni – Dove si vola – 3:53
7. Noemi – Per tutta la vita – 3:11
8. Nathalie – Vivo sospesa – 3:32
9. Pino Daniele – Gente di frontiera – 4:57
10. Alessandra Amoroso – Immobile – 3:20
11. Piero Pelù – Tribù – 3:20
12. Dolcenera – Il mio amore unico – 3:44
13. Daniele Silvestri – La paranza – 4:04
14. Le Vibrazioni – In una notte d'estate – 3:11
15. Luca Carboni – Mi ami davvero – 4:21
16. Mango – Ti amo così – 4:06
17. Giusy Ferreri – Non ti scordar mai di me – 3:26
18. Sonohra – L'amore – 3:45
19. Loredana Errore – Ragazza occhi cielo – 3:50
20. L'Aura – Eclissi del cuore – 3:58

### CD 3
1. Ornella Vanoni – Noi, le donne noi – 3:55
2. Le Vibrazioni – Dedicato a te – 3:26
3. Eros Ramazzotti – Fuoco nel fuoco – 4:00
4. Gemelli DiVersi – Tu no – 3:49
5. Antonello Venditti – Che fantastica storia è la vita – 5:56
6. Gigi D'Alessio – Tu che ne sai – 4:33
7. Neffa – Il mondo nuovo – 3:56
8. Giusy Ferreri – Novembre – 3:06
9. J-Ax – Deca Dance – 3:08
10. Daniele Silvestri – Salirò – 3:56
11. La Crus – Io confesso – 4:27
12. Simone Cristicchi – Ti regalerò una rosa – 3:47
13. Biagio Antonacci – Chiedimi scusa – 3:43
14. Tricarico – Vita tranquilla – 4:20
15. Fiorella Mannoia – Ho imparato a sognare – 4:09
16. Anna Tatangelo – Il mio amico – 3:35
17. Marco Mengoni – In un giorno qualunque – 3:40
18. Luca Dirisio – Calma e sangue freddo – 3:28
19. Luca Carboni – Fare le valigie – 4:05
20. Simone Cristicchi – Meno male – 2:56

### CD 4
1. Pino Daniele – It's a Beautiful Day – 3:28
2. Antonello Venditti – Che tesoro che sei – 5:23
3. Simone Cristicchi – Vorrei cantare come Biagio – 2:54
4. Alex Britti e Neri per Caso – 7000 caffè – 2:44
5. Gigi D'Alessio – Non dirgli mai – 4:11
6. Piero Pelù – Tutti fenomeni – 3:29
7. Pierdavide Carone – Di notte – 2:49
8. Gemelli DiVersi – Mary – 4:27
9. Samuele Bersani – Replay – 4:21
10. Raf – Passeggeri distratti – 3:52
11. Alessandra Amoroso – Estranei a partire da ieri – 4:02
12. Noemi – Briciole – 3:20
13. Eros Ramazzotti – Un attimo di pace – 4:32
14. Daniele Silvestri – Gino e l'Alfetta – 4:08
15. Giusy Ferreri – Stai fermo lì – 3:57
16. J-Ax – Ti amo o ti ammazzo – 3:39
17. Samuele Bersani – Che vita! – 4:19
18. Le Vibrazioni – Vieni da me – 4:07
19. Articolo 31 – Spirale ovale – 3:51
20. Giorgia – Di sole e d'azzurro – 4:17

### CD 5
1. Claudio Baglioni – Tutti qui – 4:53
2. Articolo 31 – Domani smetto – 2:37
3. Eros Ramazzotti – Controvento – 3:44
4. Alessandra Amoroso – Senza nuvole – 3:41
5. Delta V – Un'estate fa – 3:55
6. Antonello Venditti – Indimenticabile – 4:51
7. Gigi D'Alessio – Miele – 3:54
8. Lucio Dalla – Siciliano – 4:24
9. Le Vibrazioni – Raggio di sole – 2:32
10. Samuele Bersani – Chiedimi se sono felice – 2:43
11. Marco Masini – Raccontami di te – 4:02
12. Raf – Dimentica – 4:40
13. Frankie hi-nrg mc – Gli accontentabili – 3:49
14. Riccardo Sinigallia – Bellamore – 5:03
15. Samuele Bersani – Lo scrutatore non votante – 3:28
16. Gemelli DiVersi – Musica – 4:23
17. Marina Rei – Il giorno della mia festa – 3:22
18. Giorgia – Spirito libero – 3:57
19. Le Vibrazioni – Ovunque andrò – 3:40
20. J-Ax – Meglio prima – 3:49